# 新潟市立鳥屋野中学校
新潟市立鳥屋野中学校（にいがたしりつ とやのちゅうがっこう）は、新潟県新潟市中央区女池に所在する公立中学校である。愛称は「鳥屋野中」。

## 概要
開校・創立は1947年5月15日で、2017年に70周年を迎えた。

### 校章
意匠には所在地の新潟市と市内を流れる信濃川をイメージした『錨』を「中」の字にデザインしたものが使われている。
校章そのものは昭和14年に開校した旧制「新潟市立新潟中學校」（現：新潟県立新潟南高等学校）の意匠をそのまま流用している。
これは、鳥屋野中学校の前身である新潟市立第四中学校が、新潟市立新潟髙等学校（現：新潟県立新潟南高等学校）内に併設されていたことに由来している。
(詳細は 校章紹介ページ を参照)

### 校歌
制定：1957年(昭和32年)
作詞：大倉 英太郎 (新潟県立新潟高等学校・教諭)
作曲：田才 栄一
(詳細は 校歌紹介ページ を参照)

## 歴史
- 1947年（昭和22年）5月15日：新潟市立第四中学校として開校。校舎は現在の新潟南高校を間借り。
- 1951年（昭和26年）11月1日：上所に移転、校舎を新設。校名を鳥屋野中学校とする。
- 1957年（昭和32年）3月：校歌制定。
- 1972年（昭和47年）4月：校舎を現在地に移転。
- 1978年（昭和53年）4月：生徒数増加、学区分離に伴い市立上山中学校を新設。
- 2006年（平成18年）6月：特別教室棟、大規模改修。
- 2011年（平成23年）3月：プレハブ教室、増設工事着工[1]。
- 2017年（平成29年）5月15日：開校70周年。

## 生徒数
全校生徒数は、809名（1年生255名、2年生270名、3年生284名、2021年（令和3年）度）。前年比－19人
新潟市内及び新潟県内では、小針中学校（西区）に次いで3
位。

## 部活動
部活動加入率は90%と部活動の公式HP上で告知されている。

### 運動部
- 剣道部
- サッカー部（男子）
- 新体操部（女子）
- 男子ソフトテニス部
- 女子ソフトテニス部
- 男子卓球部
- 女子卓球部
- 男子バスケットボール部
- 女子バスケットボール部
- バドミントン部（女子）
- 男子バレーボール部
- 女子バレーボール部
- 陸上競技部
- 野球部
- 水泳部

### 文化部
- 合唱部
- 吹奏楽部
- 造形部
- パソコン部

(活動内容・活動時期・戦績などの詳細については、部活動紹介ページ を参照されたい)

## 進学前小学校
- 新潟市立上所小学校
- 新潟市立女池小学校
- 新潟市立紫竹山小学校[3]

## 学区
(1～10は新潟市立上所小学校の学区として、11～20は新潟市立女池小学校の学区として指定されている)
1. 近江1丁目・近江2丁目・近江3丁目
2. 上近江1丁目(1番のみ)・上近江2丁目
3. 上所1丁目・上所2丁目・上所3丁目
4. 上所中1丁目・上所中2丁目・上所中3丁目
5. 下所島
6. 下所島1丁目・下所島2丁目
7. 新和1丁目・新和2丁目・新和3丁目・新和4丁目
8. 東幸町4番・東幸町5番・東幸町6番・東幸町7番・東幸町8番・東幸町9番・東幸町10番・東幸町11番・東幸町12番・東幸町13番・東幸町14番・東幸町15番・東幸町16番・東幸町17番・東幸町18番9号・東幸町18番10号・東幸町18番11号・東幸町18番12号・東幸町18番13号・東幸町18番14号・東幸町18番15号・東幸町18番16号・東幸町18番17号・東幸町18番18号・東幸町18番19号・東幸町18番20号・東幸町18番21号・東幸町18番22号・東幸町18番23号・東幸町18番24号・東幸町18番25号・東幸町18番26号・東幸町18番27号・東幸町18番28号・東幸町18番29号
9. 堀之内
10. 堀之内南1丁目・堀之内南2丁目・堀之内南3丁目
11. 神道寺
12. 神道寺1丁目・神道寺2丁目・神道寺3丁目
13. 神道寺南1丁目・神道寺南2丁目
14. 小張木1丁目・小張木2丁目・小張木3丁目
15. 桜木町
16. 女池1丁目・女池2丁目・女池3丁目・女池4丁目・女池5丁目・女池6丁目・女池7丁目・女池8丁目
17. 女池神明１丁目・女池神明2丁目・女池神明3丁目
18. 女池東１丁目
19. 女池南1丁目・女池南2丁目・女池南3丁目
20. 和合町1丁目・和合町2丁目・和合町3丁目

## 主な出身者
- 真保恵理（NST新潟総合テレビアナウンサー）[4]